# Иви

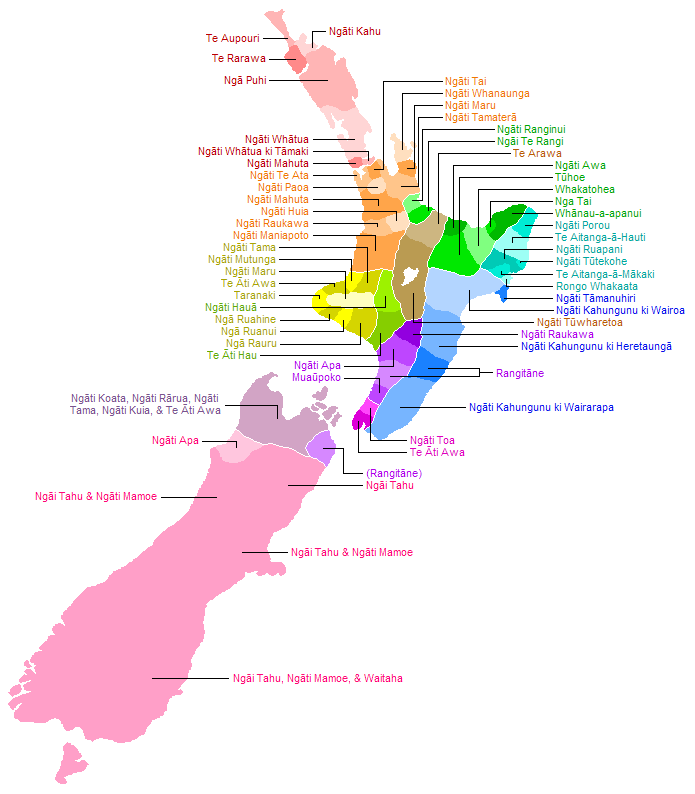
Карта с указанием мест проживания новозеландских иви.

Иви (маори iwi) — основная общественная единица новозеландского народа маори; то же, что и племя. В переводе с маорийского языка означает «кости». Иви состояло из нескольких хапу (маори hapū), или кланов, которые иногда соперничали друг с другом. Тем не менее в случае угрозы территориям иви со стороны другого иви хапу объединялись и совместно защищали свои земли.
Племена, длительное время проживавшие на одной и той же территории, носили название иви-тутуру (маори iwi-tūturu), или тино-иви (маори tino-iwi), и, как правило, их называли по имени предка-основателя, хотя иногда иви назывались в честь какого-то значимого события. Группы племён, которые вели свою родословную от прародителя иви-тутуру, назывались иви-нуи (маори iwi-nui), или иви-фануи (маори iwi-whanui). Представители каждого племени идентифицировали себя с отдельным каноэ, или вака (маори waka), на котором приплыл их прародитель из легендарной страны Гаваики.
К наиболее крупным иви относятся:
- нгаи-таху (проживают в южной части Новой Зеландии, в основном на острове Южный);
- нга-пухи (крупнейшее иви; проживает в регионе Нортленд);
- нгати-кахунгуну (проживает на территории региона Хокс-Бей и Уаирарапа);
- нгати-маниапото (проживает на территории региона Уаикато);
- нгати-пороу (Гисборн, Ист-Кейп);
- нгати-тама (Таранаки, Веллингтон);
- нгати-тоа (Порируа);
- нгати-руануи (регион Таранаки);
- нгати-фатуа (к северу от Окленда);
- таинуи (регион Уаикато);
- те-арава (регион Бей-оф-Пленти);
- нгати-туфаретоа (центральная часть острова Северный).

Ввиду относительной изолированности иви друг от друга язык маори разделился на несколько диалектов.